# I Wayan Beratha
I Wayan Beratha (14 de febrer de 1926 - 10 de maig de 2014) fou el més destacat compositor, intèrpret i professor de gamelan balinès de la segona meitat del segle xx. També és reconegut com un dels millors constructors de gamelans. Va dedicar la seva vida al desenvolupament i la preservació tant de la música com de la dansa tradicional balinesa. Entre les seves composicions més destacades hi compten Swabhana Paksa (1959) o Palgunawarsa (1968), obtenint aquesta última el reconeixement més alt en el Festival de Gong Kebyar a Bali el mateix any. També va coreografiar danses com la dansa dramàtica Ramayana (1965), el Panyembrahma (1971) i el Manukrawa. Va viatjar a països d'arreu del món com Estats Units, Xina, Tailàndia, Índia, Alemanya, Itàlia i Japó interpretant música per a gamelan. També va obtenir nombrosos premis i reconeixements per la seva labor docent, els quals es conserven a la seva casa a Banjar Abian Kapas Kaja, Denpasar.
Són palesos els esforços de Beratha per la regeneració de les arts balineses, tant per la construcció de nombrosos tallers de construcció com per la creació del Sekolah Menengah Kerawitan Indonesia (SMKI, Escola de Música Tradicional d'Indonèsia) l'Akademi Seni Tari Indonesia (ASTI, l'Acadèmia de Dansa d'Indonèsia) i l'Institut Seni Indonesia (ISI, Institut Nacional d'Indonèsia).